# La Masia
|  | Per a altres significats, vegeu «La Masia (desambiguació)». |

La Masia era un camp d'entrenament situat al costat del Camp Nou que ha estat la residència dels joves de les categories inferiors del FC Barcelona, i s'ha convertit en referència mundial del futbol base i formatiu. En els seus primers trenta anys d'història hi van passar 503 nens amb el somni de convertir-se algun dia en esportistes d'elit. El 85% provenien dels diferents equips de futbol i l'altre 15% de la resta de seccions professionals. Un dels majors reconeixements a nivell mundial es va produir el 10 de gener del 2011, quan tres jugadors formats a la Masia, Xavi, Iniesta i Messi, van quedar en les tres primeres posicions de la Pilota d'Or, premi que distingeix al millor jugador de l'any anterior; una fita mai assolida per cap altre club. L'any 2011 va traslladar-se a la nova Masia, a la Ciutat Esportiva Joan Gamper.

## Història

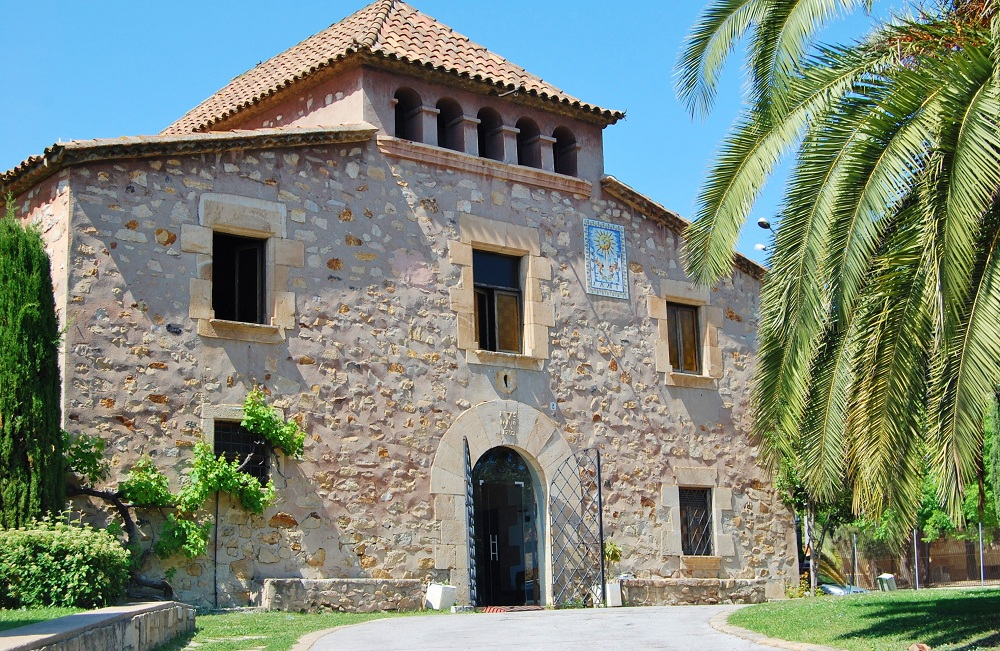
Can Planes

### Can Planes
Després de l'acord favorable d'una assemblea de compromissaris convocada pel president Agustí Montal i Galobart el 14 de novembre de 1950, el 19 de desembre es va signar la compra de la masia de Can Planes, propietat de Francesc Planes Buera, per 6 milions de pessetes. El 28 de març de 1954, una comitiva de 60.000 persones, presidides per Francesc Miró-Sans, van fer el recorregut des del camp de Les Corts fins a la masia, a l'ombra de la qual, va celebrar-se la cerimònia de la col·locació de la primera pedra, revestida de solemnitat.
En el curs de les obres, la masia va servir com a taller de confecció de les maquetes i lloc de reunions i treball d'arquitectes i constructors, i també com a local de recepció d'autoritats. Tres anys després, el 24 de setembre de 1957, festa de la Mercè, la junta d'en Miró-Sans inaugurava el Camp Nou amb el precepte de conservar-hi per sempre la Masia.
Després de romandre tancada uns anys, en el període presidit per Enric Llaudet es procedí a fer-hi unes obres de restauració i el 26 de setembre de 1966 passà a alllotjar la seu social i oficines del club, fins aleshores a la Via Laietana.

### Etapa de Núñez i Mussons (1978-2000)

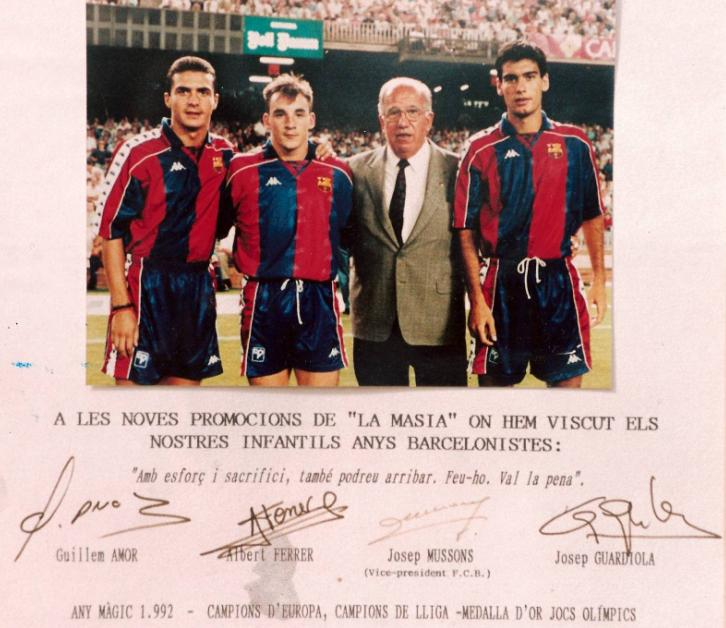
Guillem Amor, Albert Ferrer, Josep Mussons i Pep Guardiola, en una foto que durant molts anys va estar al menjador de La Masia, encoratjant als nous jugadors: «Amb esforç i sacrifici, també (hi) podreu arribar».

Quan la Junta de Josep Lluís Núñez va començar a regir el club, l'1 de juliol de 1978, va decidir ampliar i traslladar les oficines a l'edifici del Palau Blaugrana i Palau de Gel, i convertir La Masia en una residència per a joves futbolistes vinguts de fora i que fins llavors vivien disseminats en pensions i pisos, amb poc control, i amb els riscos que les nits de la gran ciutat comporten per a joves adolescents. Johan Cruyff, que en la temporada 1977-1978 finalitzà la seva etapa com a jugador del Barça, va ser una de les persones que ho havien proposat al president. Al cap de pocs mesos, el 20 d'octubre del 1979, el desig de Núñez es convertia en realitat i naixia oficialment La Masia.
Inicialment es va formar una Comissió Rectora molt nombrosa per gestionar La Masia, que només durà unes setmanes, presidida pel Cap responsable del futbol base, Jaume Amat i Curto. Un dels tutors del futbol base, Francesc Segarra Malons, va ser el primer director executiu i Xavier Comenges, primer administrador, substituïts uns anys més tard, per Joan Cèsar Farrés, i per Carles Naval respectivament.
El novembre de 1979, coincidint amb la dimissió del directiu Jaume Amat, quan fou designat director general de carreteres de la Generalitat, en Josep Mussons i Mata, Vicepresident de l'àrea esportiva del club, va ser nomenat responsable de tota la parcel·la del futbol base i de La Masia, tasca que va desenvolupar fins al final del seu mandat el juny de l'any 2000. D'entrada, Mussons va rodejar-se d'un grup de bons tutors – dos per cada equip, conduïts per l'Ernest Llirinós - amb absoluta renúncia a immiscir-se en qüestions esportives que eren d'exclusiva autoritat dels tècnics respectius. Va marcar un programa d'actuació per assegurar que els nois que començaven la seva carrera esportiva sentissin el compromís de pertànyer a un club com el Barça: allò que, amb el temps ha quedat com l'esperit de La Masia.
La primera novetat va ser la formació integral dels residents, amb obligatorietat d'anar a l'Escola, Acadèmia o Universitat amb cost a càrrec del Club. Una decisió criticada al principi però que posteriorment altres clubs van copiar, establint la formació integral com a norma educativa, cosa actualment generalitzada i corrent. Per a mantenir el nivell d'estudis, La Masia va tenir professors de repàs a hores lliures.
A nivell esportiu, l'entrenador Oriol Tort fou una de les ànimes del projecte. El primer jugador format a la Masia que debutà amb el primer equip va ser Ángel Pedraza, el 16 de setembre de 1980, i els dos següents van ser Luis Milla i Esteve Fradera.

### Consolidació i reconeixement mundial (2000-actualitat)

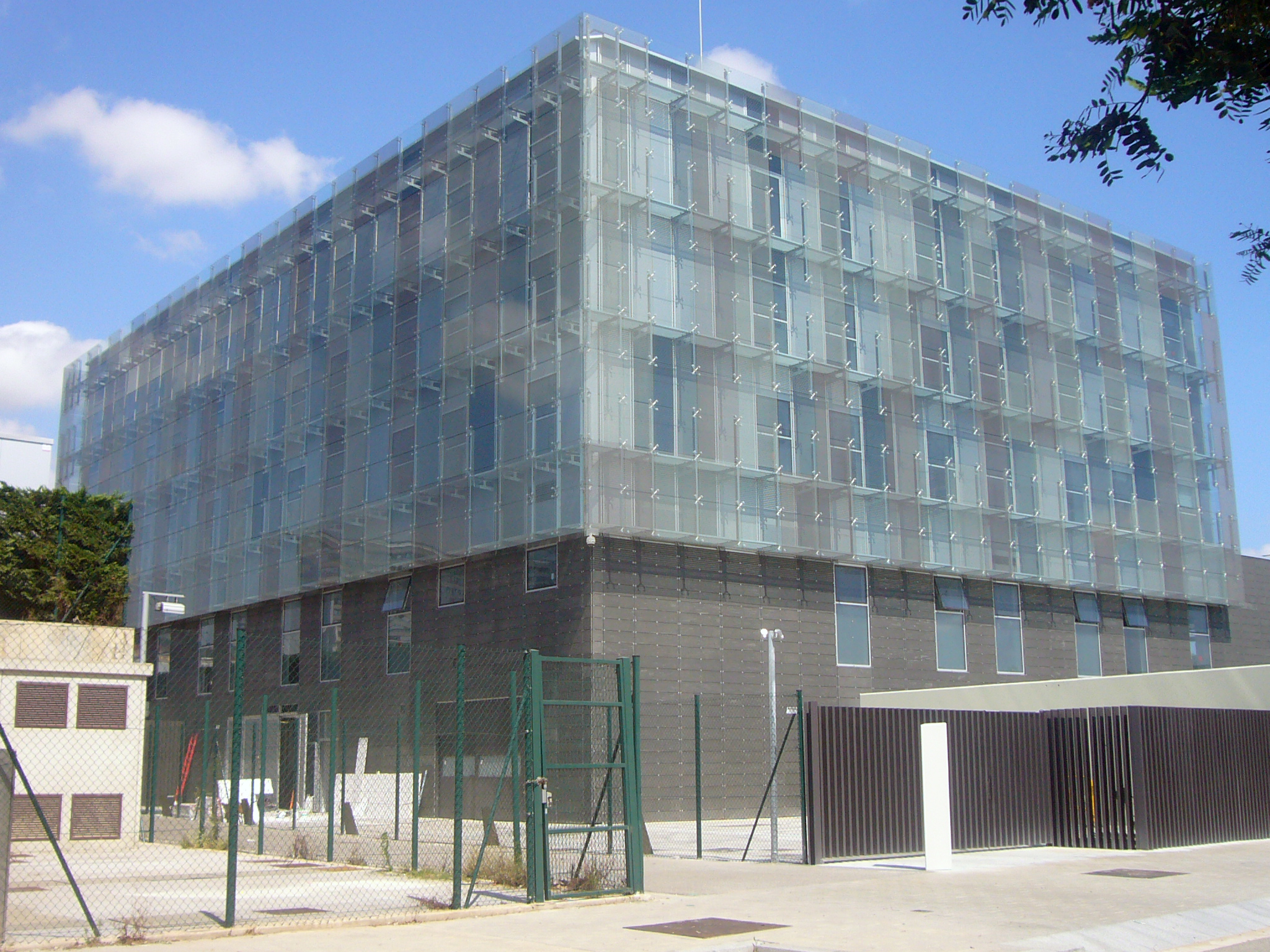
La nova Masia, situada a la Ciutat Esportiva Joan Gamper

Des de l'any 2002 és dirigida per Carles Folguera, exporter de la secció d'hoquei patins del FC Barcelona.
Un dels majors reconeixements a nivell mundial es va produir el 10 de gener de 2011, quan tres jugadors formats a la Masia, Xavi, Iniesta i Messi, van quedar en les tres primeres posicions de la Pilota d'Or, premi que distingeix al millor jugador de l'any 2010. Una fita mai assolida per cap altre planter. L'estiu de l'any 2011, la residència dels joves i l'activitat formativa es traslladà a la Ciutat Esportiva Joan Gamper situada a Sant Joan Despí, on el futbol base s'entrena i juga els partits i on el primer equip s'entrena. La nova Masia, anomenada Centre de Formació Oriol Tort, ocupa un modern edifici de 6.000 m² i amb capacitat per a entre 80 i 120 joves, superior als 60 joves que acollien les antigues instal·lacions. La masia de Can Planes passà a ser seu social del club.

## Estadístiques dels residents
- 35% Han jugat a Tercera divisió de la lliga espanyola de futbol, amateur o han deixat el futbol[2]
- 27% Han jugat a Segona A o Segona B
- 19% Encara estan jugant en categories inferiors
- 10% Han debutat al primer equip del FC Barcelona
- 9% No han debutat al primer equip, però han jugat a primera divisió espanyola o estrangera

## Llista de jugadors formats a La Masia
La següent taula inclou jugadors de futbol formats a La Masia que han jugat almenys 50 partits a lligues de primera divisió, o que actualment juguen al primer equip del FC Barcelona. Inclou partits i gols marcats en competició de lliga.
| Nom                    | Origen              | Posició        | Any de naixement | Carrera    | Partits | Gols | Club                              |
| ---------------------- | ------------------- | -------------- | ---------------- | ---------- | ------- | ---- | --------------------------------- |
| Quique Álvarez         | Galícia             | Defensa        | 1975             | 1995–2009  | 200     | 005  | Vila-real CF                      |
| Guillermo Amor         | País Valencià       | Centrecampista | 1967             | 1988–2002  | 402     | 048  | FC Barcelona                      |
| Mikel Arteta           | País Basc           | Centrecampista | 1982             | 2000– ¤    | 241     | 039  | Arsenal Football Club             |
| Sergi Barjuán          | Catalunya           | Defensa        | 1971             | 1993–2002  | 352     | 006  | FC Barcelona                      |
| Carles Busquets        | Catalunya           | Porter         | 1967             | 1990–1999  | 079     | 000  | FC Barcelona                      |
| Jordi Cruyff           | Països Baixos       | Centrecampista | 1974             | 1994–2010  | 256     | 042  | Alavés                            |
| Cesc Fàbregas          | Catalunya           | Centrecampista | 1987             | 2004– ¤    | 187     | 032  | FC Barcelona                      |
| Albert Ferrer i Llopis | Catalunya           | Defensa        | 1970             | 1990–2003  | 297     | 001  | FC Barcelona                      |
| Luis García            | Catalunya           | Centrecampista | 1978             | 1999– ¤    | 225     | 040  | Racing Santander                  |
| Pep Guardiola          | Catalunya           | Centrecampista | 1971             | 1990–2006  | 291     | 009  | FC Barcelona                      |
| Xavi Hernández         | Catalunya           | Centrecampista | 1980             | 1998– ¤    | 367     | 037  | FC Barcelona                      |
| Andrés Iniesta         | Castella-La Manxa   | Centrecampista | 1984             | 2002– ¤    | 228     | 022  | FC Barcelona                      |
| Bojan Krkić            | Catalunya           | Davanter       | 1990             | 2007– ¤    | 092     | 023  | Ajax                              |
| Lionel Messi           | Argentina           | Davanter       | 1987             | 2004– ¤    | 159     | 106  | FC Barcelona                      |
| Thiago Motta           | Brasil              | Centrecampista | 1982             | 2001– ¤    | 152     | 020  | Paris Saint-Germain Football Club |
| Fernando Navarro       | Catalunya           | Defensa        | 1982             | 2001– ¤    | 194     | 003  | Sevilla                           |
| Gerard Piqué           | Catalunya           | Defensa        | 1987             | 2005– ¤    | 071     | 005  | FC Barcelona                      |
| Iván de la Peña        | Cantàbria           | Centrecampista | 1976             | 1995– 2011 | 369     | 024  | RCD Espanyol                      |
| Oleguer Presas         | Catalunya           | Defensa        | 1980             | 2002– ¤    | 146     | 002  | Ajax                              |
| Carles Puyol           | Catalunya           | Defensa        | 1978             | 1999– ¤    | 345     | 007  | FC Barcelona                      |
| Pepe Reina             | Comunitat de Madrid | Porter         | 1982             | 2002– ¤    | 317     | 000  | Nàpols                            |
| Pedro Rodríguez        | Illes Canàries      | Davanter       | 1987             | 2007– ¤    | 060     | 021  | FC Barcelona                      |
| Víctor Valdés          | Catalunya           | Porter         | 1982             | 2002– ¤    | 281     | 000  | FC Barcelona                      |
| Gabri                  | Catalunya           | Centrecampista | 1979             | 1999– ¤    | 287     | 026  | Umm Salal Sport Club              |
| Jeffrén Suárez         | Veneçuela           | Davanter       | 1988             | 2009– ¤    | 23      | 003  | Sporting de Lisboa                |
| Giovani dos Santos     | Mèxic               | Davanter       | 1989             | 2007– ¤    | 81      | 006  | Vila-real CF                      |
| Roger Garcia           | Catalunya           | Centrecampista | 1976             | 1995– 2007 | 258     | 029  | RCD Espanyol                      |
| Òscar Garcia           | Catalunya           | Migcampista    | 1973             | 1992– 2005 | 169     | 031  | FC Barcelona                      |
| Luis Milla             | Aragó               | Centrecampista | 1966             | 1986– 2001 | 298     | 006  | Madrid                            |
| Nayim                  | Ceuta               | Centrecampista | 1966             | 1987– 2000 | 341     | 028  | Tottenham                         |
| Óscar Arpón            | La Rioja            | Centrecampista | 1975             | 1995– ¤    | 138     | 005  | Salamanca                         |
| Lluís Carreras         | Illes Balears       | Defensa        | 1972             | 1992– 2007 | 220     | 010  | Mallorca                          |
| Albert Celades         | Catalunya           | Centrecampista | 1975             | 1995– ¤    | 267     | 011  | FC Barcelona                      |
| Luis Cembranos         | Suïssa              | Centrecampista | 1972             | 1994– 2004 | 176     | 037  | Rayo Vallecano                    |
| Sergio García          | Catalunya           | Davanter       | 1983             | 2003– ¤    | 166     | 031  | Reial Saragossa                   |
| Javi Moreno            | País Valencià       | Davanter       | 1974             | 1999– 2010 | 134     | 040  | Alavés                            |
| Rufete                 | País Valencià       | Migcampista    | 1976             | 1995– ¤    | 280     | 029  | Alavés                            |
| Toni Velamazán         | Catalunya           | Migcampista    | 1977             | 1995– ¤    | 198     | 027  | Hospitalet                        |
| Antoni Pinilla         | Catalunya           | Davanter       | 1971             | 1990– 2008 | 242     | 040  | Tenerife                          |
| Ángel Pedraza          | Andalusia           | Defensa        | 1962             | 1982– 1997 | 129     | 005  | Mallorca                          |
| Esteve Fradera         | Catalunya           | Defensa        | 1963             | 1981– 1995 | 211     | 007  | Mallorca                          |
| Cristóbal Parralo      | Andalusia           | Defensa        | 1967             | 1987– 2003 | 517     | 014  | RCD Espanyol                      |
| Andreu Fontàs          | Catalunya           | Defensa        | 1989             | 2009–¤     | 007     | 000  | Real Club Celta de Vigo           |
| Francesc Arnau         | Catalunya           | Porter         | 1975             | 1996–2011  | 169     | 000  | Málaga CF                         |

## Palmarès de jugadors sortits de la Masia amb els seus clubs
Palmarès de jugador que han jugat almenys 50 partits a lligues de primera divisió, o que actualment juguen al primer equip del FC Barcelona.

### Internacionals
- Campionat del Món de Clubs de futbol: 10
- Copa Intercontinental de futbol: 2
- Copa d'Europa: 26
- Copa de la UEFA: 2
- Recopa d'Europa de futbol: 11
- Supercopa d'Europa de futbol: 25
- Copa Intertoto de la UEFA: 4
- Copa Iberoamericana: 1

### Estatals[f]
- Lligues espanyoles: 92
- Copa del Rei: 37
- Supercopes d'Espanya: 64
- Copa de la lliga: 2
- Copa d'Holanda: 2
- Supercopa d'Holanda: 1
- FA Premier League: 2
- Copa de la Lliga anglesa de futbol: 1
- Copa anglesa de futbol: 3
- Community Shield: 5
- Copa italiana de futbol: 1
- Lliga italiana de futbol: 1
- Supercopa italiana de futbol: 2
- Scottish Premier League: 1
- Scottish Cup: 1
- Scottish League Cup: 1

## Individual
- Pilota d'Or: 5

2 segones posicions, 3 terceres posició
- Fifa World Player: 1
- Bota d'Or: 2
- World Soccer: 1
- Trofeu Bravo: 4
- Golden Boy: 2
- Premis FIFPro al millor onze: 13
- Millor jugador jove de l'any: 3